# Aloisovská
Aloisovská je ulice v lokalitě Za Horou v katastrálním území Hloubětín na Praze 9 (západní úsek) a Praze 14 (východní úsek). Přerušuje ji most Průmyslové ulice, pod mostem je komunikace pouze pro pěší, a tak je ulice rozdělena na dva úseky. Západní úsek má na západě slepé zakončení, dále do něj ústí ulice Cedrová, poté ji protíná ulice Pokorného a nakonec na východě ústí do ulice Celniční. Východní úsek začíná na ulici Třešňové a na východním konci má opět slepé zakončení.
Ulice vznikla v souvislosti s výstavbou nouzové kolonie Za Horou po roce 1920, pojmenována byla však až v roce 1952 podle Aloisova, vsi založené v roce 1812 na břehu Kyjského rybníka na panství Aloise z Lichtenštejna (dnes součást Kyjí na Praze 14).
Po obou stranách ulice jsou přízemní a jednopatrové rodinné domy se zahradou.

## Budovy a instituce
- J SERVIS, Aloisovská 783/22, autoservis a pneuservis[4]